# Ponderano
Ponderano ist eine Gemeinde mit 3661 Einwohnern (Stand 31. Dezember 2023) in der italienischen Provinz Biella (BI), Region Piemont.
Die Nachbargemeinden sind Biella, Borriana, Gaglianico, Mongrando, Occhieppo Inferiore und Sandigliano.
Das Gemeindegebiet umfasst eine Fläche von sieben km².